# Elsie, the Gamekeeper's Daughter
Elsie, the Gamekeeper's Daughter è un cortometraggio muto del 1911 diretto da Bert Haldane.

## Trama
Un guardiacaccia è convinto che la figlia sia stata sedotta da un signorotto locale e la caccia di casa.

## Produzione
Il film fu prodotto dalla Hepworth.

## Distribuzione
Distribuito dalla Hepworth, il film - un cortometraggio di una bobina - uscì nelle sale cinematografiche britanniche nel luglio 1911.
Si conoscono pochi dati del film che, prodotto dalla Hepworth, fu distrutto nel 1924 dallo stesso produttore, Cecil M. Hepworth. Fallito, in gravissime difficoltà finanziarie, il produttore pensò in questo modo di poter almeno recuperare il nitrato d'argento della pellicola.